# Клодетит
Клодетит (рос. клодетит; англ. claudetite; нім. Claudetit m) — мінерал, триоксид арсену шаруватої будови.
Вперше клодетит було описано в 1868 році по зразках знайдених в Сан-Домінго, Алгарве, Португалія. Мінерал описано і названо французьким хіміком Фрідріхом Клаудом.

## Загальний опис
Хімічна формула: As2O3.
Містить (5): As — 75,74; O –24,26.
Сингонія моноклінна.
Поліморфний з арсенолітом.
Твердість 2,5-3,0.
Густина 4,2.
Безбарвний або білий.
Блиск скляний до перламутрового. Прозорий.
Дуже гнучкий.
Леткий.
Продукт окиснення руд арсену.
Знайдений в Угорщині, Португалії, США (штат Аризона).
Часто зустрічається разом з арсенолітом, реальгаром, аурипігментом і самородною сіркою. Неправильна назва — клаудетит.